# Antimon
Antimon (Sb, fra latin stibium) er grundstof nummer 51. I sin rene form forekommer det som et skinnende sølvgråt metal, men i naturen findes det oftest som mineralet stibnit i form af sulfidet Sb2S3. Antimon har været kendt siden Oldtiden, og de ældste omtaler af metallet i Europa stammer fra 1540, hvor det blev beskrevet af italienske Vannoccio Biringuccio i hans værk om metallurgi De la pirotechnica. Antimon, også kendt som dets arabiske navn "kohl" blev i gamle dage brugt mest til medicin og kosmetik.  
Kina er den største producent af antimon og antimon-holdige stoffer. I industrien bliver antimon raffineret fra stibnit ved "ristning", hvor mineralet bliver opvarmet til en meget høj temperatur efterfulgt af en reduktionsreaktion med carbon. Alternativt kan det reduceres direkte fra stibnit med jern.  
De største anvendelser for stibnit er i legeringer med bly og tin, der bliver brugt til bl.a. loddemetal og kugler, hvor antimon giver det forbedrede egenskaber. Det bliver også brugt som dopingmateriale i halvledere.    
Antimon er lettere giftigt og irriterer især tarmene. 